# Alfredo Suárez Ferrín
Alfredo Suárez Ferrín (La Coruña, 1881 - id., 31 de agosto de 1936) fue un político republicano español de la región de Galicia, alcalde de La Coruña durante la Segunda República y ejecutado por los sublevados al comienzo de la Guerra Civil.

## Biografía
Tras estudiar Químicas y profesorado mercantil, se dedicó a los negocios: una ferretería compartida con sus hermanos Enrique y Julio, y una fábrica de caldos concentrados. Miembro del Partido Republicano Radical Socialista, se presentó con esta formación a las elecciones municipales de 1931 que dieron lugar a la proclamación de la República, siendo elegido concejal. En 1934 fue elegido alcalde de La Coruña en sustitución de Manuel Iglesias Corral, pero fue cesado a finales del mismo año como represalia por la revolución de 1934. Ese mismo año abandonó a los radicales para unirse a Unión Republicana. Con la victoria del Frente Popular en las elecciones generales de 1936, fue repuesto en al cargo de alcalde.
Al producirse el golpe de Estado que dio lugar a la Guerra Civil, fue detenido por unos días. Puesto en libertad y triunfante el golpe de Estado en La Coruña, el 21 de julio asistió a la toma de posesión del alcalde nombrado por los sublevados, el capitán Fuciños Gayoso, siendo detenido de nuevo horas después. Fue juzgado en consejo de guerra sumarísimo el 26 y 27 de agosto junto con el secretario del ayuntamiento, Joaquín Martín Martínez, el secretario del gobierno civil, Leovigildo Taboada, el diputado Manuel Guzmán García, los líderes socialistas Ramón Maseda y Francisco Mazariegos y otros cuatro acusados de rebelión militar. Fue condenado a muerte junto con Manuel Guzmán, el funcionario municipal Francisco Prego, el secretario Joaquín Martín, y los líderes del PSOE, Maseda y Mazariegos, siendo ejecutado en el Campo de la Rata el 31 de agosto. La familia aseguró que había sido indultado poco antes de la ejecución, debido a que había intercedido ante Casares Quiroga en favor de unos militares gallegos acusados de golpistas tiempo atrás, pero que la orden, proveniente de la Junta de Defensa Nacional, órgano de dirección de los sublevados, no se aplicó deliberadamente.

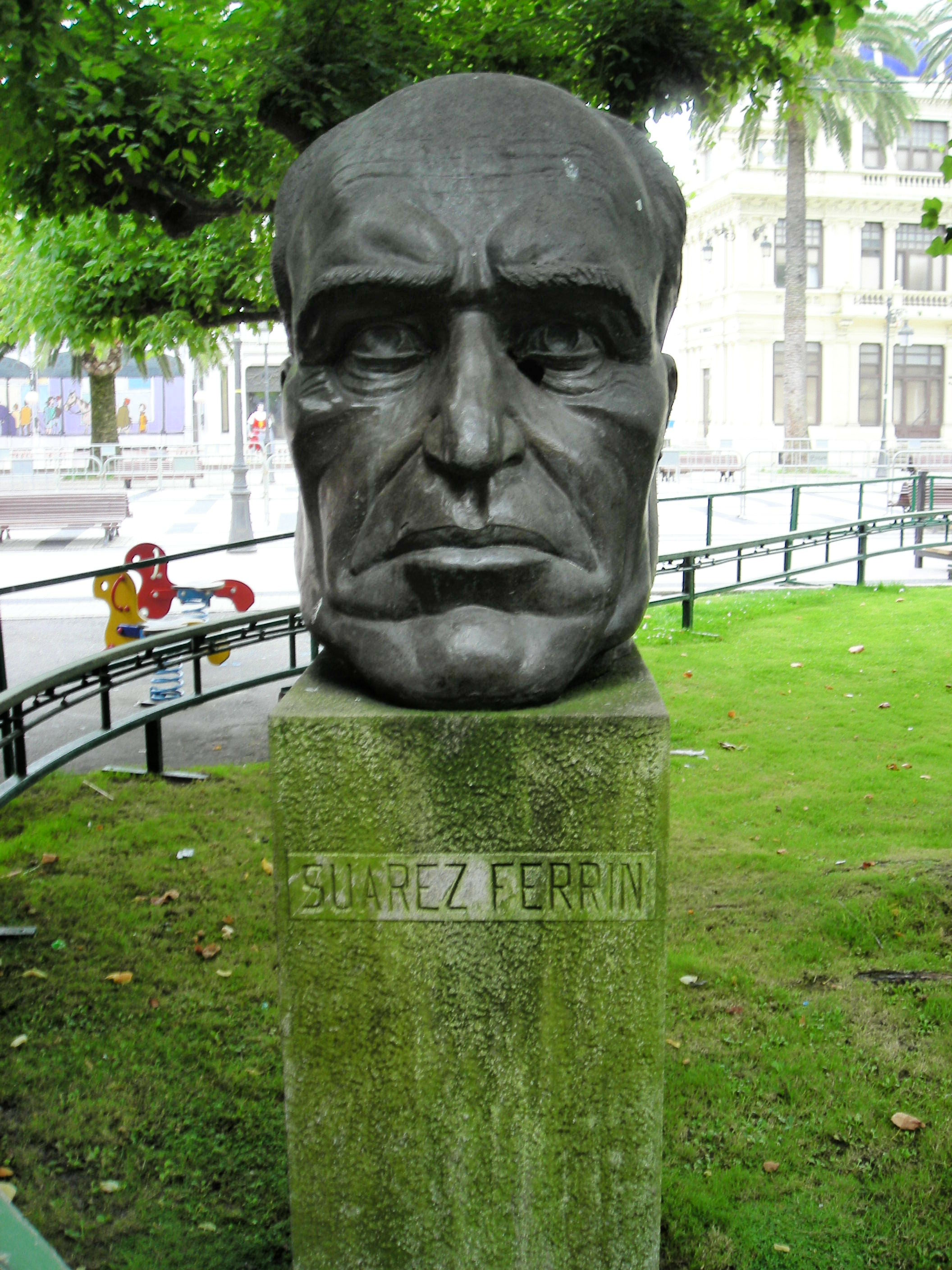
Busto en La Coruña.